# Tapinoma erraticum
Tapinoma erraticum es una especie de hormiga del género Tapinoma, subfamilia Dolichoderinae. Fue descrita científicamente por Latreille en 1798.
Se distribuye por islas Canarias, Marruecos, Armenia, Azerbaiyán, Georgia, Irán, Israel, Kazajistán, Kirguistán, Turquía, Turkmenistán, Uzbekistán, Albania, Andorra, Austria, islas Baleares, Bielorrusia, Bélgica, Bulgaria, islas del Canal, Croacia, República Checa, Francia, Alemania, Gibraltar, Grecia, Hungría, Italia, Liechtenstein, Lituania, Luxemburgo, Macedonia, Malta, Moldavia, Mónaco, Montenegro, Países Bajos, Polonia, Portugal, Rumanía, Rusia, Eslovaquia, Eslovenia, España, Suecia, Suiza, Ucrania, Reino Unido e islas Åland. Se ha encontrado a elevaciones de hasta 1681 metros. Vive en microhábitats como el forraje y debajo de piedras.